# Walvissloep
De walvissloep of whaler is een type sloep die haar oorsprong vindt in de walvisvaart. De benaming is afkomstig van "whale", dat Engels is voor walvis. Deze sloepen werden bemand door acht roeiers, een stuurman en de persoon die een harpoen in de walvis werpt. Heden ten dage wordt dit type sloep ook recreatief gebruikt, onder meer om sloeproeiwedstrijden mee te roeien.
De smalle boot dankt zijn naam aan het feit dat hij veelvuldig werd gebruikt bij de walvisvaart. Het ontwerp ervan gaat terug tot de Vikingen. Door hun spitse vorm kunnen whalers net zo eenvoudig voor- als achteruit varen, ze zijn dus erg wendbaar. Zowel de marine als de kustwacht zet dergelijke scheepjes in als reddingsboot. Hoewel ze meestal geroeid worden, hebben ze plaats voor een mast, zodat ermee gezeild kan worden.